# Mohamed Aziza
Pour l’article homonyme, voir Aziza.
Mohamed Aziza (arabe : محمد عزيزة), connu sous le nom de Chems Nadir, né le 24 décembre 1940 à Tunis, est un poète et romancier franco-tunisien.

## Biographie
Après des études primaires et secondaires à Tunis, il suit des études supérieures à Paris. Il y obtient en 1964 une licence en lettres à la Sorbonne, puis une licence en études juridiques et économiques en 1967. Il soutient sa thèse de doctorat en sociologie à l'École pratique des hautes études en 1969. Il obtient par ailleurs un doctorat d'État en lettres à l'université Paris-VII en 1974.
Il écrit plusieurs ouvrages tant scientifiques que de fiction. Dans ses ouvrages scientifiques, L'Islam et l'image, La Calligraphie arabe ou Le Théâtre et l'Islam, il traite des aspects culturels et artistiques dans les sociétés arabo-musulmanes. Il aborde la culture en Afrique dans son ouvrage intitulé Le Chant profonds des arts de l'Afrique.
Il publie ses œuvres poétiques et romanesques sous son pseudonyme de Chems Nadir.

## Œuvres
- Le théâtre et l'Islam, Alger, Société nationale d'édition et de diffusion, 1967, 79 p. (OCLC 723962523).
- Regards sur le théâtre arabe contemporain  (préf. Jacques Berque), Tunis, Maison tunisienne de l'édition, 1970, 156 p. (OCLC 213777767).
- La calligraphie arabe, Tunis, Société tunisienne de diffusion, 1971, 141 p. (OCLC 1227472350).
- Le chant profond des arts de l'Afrique  (préf. Léopold Sédar Senghor), Tunis, Société tunisienne de diffusion, 1972, 138 p. (OCLC 462121143).
- Formes traditionnelles du spectacle, Tunis, Société tunisienne de diffusion, 1975, 87 p. (OCLC 462295862).
- Silence des sémaphores, Tunis, Maison tunisienne de l'édition, 1978, 73 p. (OCLC 949018205).
- L'image de l'Islam : l'image dans la societe arabe contemporaine, Paris, Albin Michel, 1978, 190 p. (ISBN 978-2226006677).
- Patrimoine culturel et création contemporaine en Afrique et dans le monde arabe, Dakar, Nouvelles Éditions africaines, 1978, 247 p. (ISBN 978-2723601856).
- L'astrolabe de la mer, Paris, Éditions Stock, 1980, 141 p. (ISBN 978-2234012158)[1].
- Le livre des célébrations, Paris, Publisud, 1983, 55 p. (ISBN 978-2866000783).
- Les portiques de la mer, Paris, Librairie des Méridiens Klincksieck, 1990, 180 p. (ISBN 978-2865632657)[2].
- L'athanor, Paris, Éditions L'Harmattan, 2004, 93 p. (ISBN 978-2747504102).
- Planisphère intime, Beyrouth, Dergham, 2018, 152 p. (ISBN 978-6144590164).
- Le chant des sirènes, Dinard, Couleurs et plumes, 2019[3].